# Phyllophaga schusteriana
Phyllophaga schusteriana är en skalbaggsart som beskrevs av María J. Cano och Moron 2002. Phyllophaga schusteriana ingår i släktet Phyllophaga och familjen Melolonthidae. Inga underarter finns listade i Catalogue of Life.